# Elecciones federales de México de 1940
Las elecciones federales de México de 1940 se llevaron a cabo el domingo 7 de julio de 1940 y en ellas se renovaron los siguientes cargos a nivel federal:
- Presidente de la República. Jefe de Estado y de Gobierno de México, electo para un periodo de seis años sin posibilidad de reelección. El candidato electo fue Manuel Ávila Camacho, aunque bajo acusaciones de fraude electoral.
- Senadores. Miembros de la cámara alta del Congreso de la Unión, dos por cada estado de la federación y por el Distrito Federal, electos de manera directa.
- Diputados Federales. Miembros de la cámara baja del Congreso de la Unión, elegidos de manera directa por cada distrito.

Distintos autores e investigaciones posteriores han indicado que esta polémica elección fue ganada por un fraude electoral operado por Lázaro Cárdenas y el Partido de la Revolución Mexicana (PRM) en contra del candidato Juan Andreu Almazán, postulado por el Partido Revolucionario de Unificación Nacional, en una jornada electoral marcada por la violencia.

## Antecedentes
Para Lázaro Cárdenas y el Partido de la Revolución Mexicana la elección resultaba crucial para asegurar la permanencia del partido en el poder y asegurar la continuidad del grupo gobernante. Por parte del PRM y debido a su carácter de partido de estado la decisión del candidato recaería en Cárdenas, quien contaba con la simpatía de los aun influyentes personajes relacionados con la Revolución mexicana, y las dos figuras más relevantes entonces al interior de su gobierno eran Manuel Ávila Camacho, secretario de Guerra y Marina, y Francisco J. Múgica, quien se desempeñaba como Secretario de Comunicaciones y Obras Públicas. En los últimos años de la década de los treinta se había suscitado una fuerte oposición anti cardenista compuesta por sectores de derecha contrarios a sus decisiones como los industriales -en particular los de Nuevo León- debido al decidido apoyo de Cárdenas a la clase obrera y campesina; otros sectores burgueses consideraban inconcebibles las intervenciones estatales e incluso los recientes movimientos expropiatorios de Cárdenas. Algunos grupos al interior del PRM eran opuestos a Cárdenas dado que veían un debilitamiento en los principios fundacionales del partido y en su carácter postrevolucionario. Cárdenas colocó entonces a Heriberto Jara como presidente del PRM debido al carácter conciliador y al respeto que este tenía entre muchos militares del partido, aun mayoritarios dentro del mismo, con el fin de garantizar el orden interno del partido en el poder. Hacía 1938 Cárdenas contaba con el apoyo abierto del sector campesino y obrero del país y una popularidad única en la historia del país hacia una figura presidencial. Pero por otro lado las fuerzas de la burguesía económica aliadas con las aspiraciones democráticas de la clase media provocaron un momento crítico a su gobierno en el marco de la sucesión presidencial.
A la par el militar Juan Andreu Almazán ya contaba con una popularidad creciente sobre todo por su abierto discurso anticardenista y su capacidad de reunir distintas oposiciones a veces dispares en sus objetivos políticos, por ejemplo, la de los grupos burgueses a las decisiones de Cárdenas en materia económica pero también entre algunos líderes del sector popular que acusaban de clientelismo, control sindical y filiación prosoviética a organizaciones como la Confederación de Trabajadores de México, afín y leal al PRM y por tanto a Cárdenas. En dicha organización los líderes eran Vicente Lombardo Toledano y Fidel Velázquez.
Al interior del PRM se gestó entonces un esfuerzo por hacer de la candidatura de Ávila Cámacho un recurso de unidad y fortaleza al interior del PRM frente a su propia crisis política y como recurso de acción contra la cada vez más creciente popularidad de Andreu Almazán. Cárdenas contaba con la lealtad de la mayoría del Ejército Mexicano, debido a la influencia que ejercía Manuel Ávila Camacho. Incluso este mismo había jugado un papel crucial en la pugna final de Lázaro Cárdenas contra el maximato años antes, apoyando decididamente a Cárdenas. Ávila contaría a su favor su actitud prudente y conciliadora, frente a un Múgica con un discurso más radicalizado. El 14 de julio de 1939 Francisco J. Múgica anunció su retiro de contender por la candidatura presidencial.
El 25 de julio de 1939 Andreu Almazán anunció su aceptación para contender por la presidencia de la república:

Creo que no hay un sólo luchador de 1910 que no deplore la pujanza fatal por la Patria, que, en cada periodo presidencial, ha ido adquiriendo ese azote del pueblo mexicano. Las razones de mis amigos fueron suficientes para vencer mi repugnancia a participar en la política y fue necesario que gruesos grupos campesinos me reclamaran el deber de luchar otra vez, como hace seis lustros, encabezándolos en la contienda cívica que ha de arrancar de cuajo la hiedra que asfixia a la República
"Declaraciones del general Juan Andreu Almazán al aceptar la postulación a la presidencia", Juan Andreu Almazán, 1939.

Una campaña contra Almazán fue echada a andar desde agosto de 1939. Cárdenas por su parte buscó la simpatía por Ávila Camacho de distintas maneras al interior del PRM y resolver el periodo crítico que enfrentaba. La Primera Asamblea Nacional Ordinaria del PRM ocurrió entre el 1 y el 3 de noviembre de 1939 en el Palacio de Bellas Artes y contó con una representación mayoritariamente obrera y campesina. Dentro de los trabajos de definición del segundo Plan Sexenal, contemplado para discutirse y definirse en esa asamblea y en los ríspidos debates en torno a ello, se perfiló por vez primera la transición del partido posrevolucionario, con aspiraciones de justicia social principalmente campesina y obrera, hacia la construcción de un partido de estado capaz de, en palabras de Cárdenas, "abrirse a las nuevas posibilidades de progreso".
Con un discurso más mesurado que el de los años anteriores, se buscaba conciliar los intereses de distintos grupos al reducir la radicalidad de las decisiones cardenistas y construir la visión futura del PRM. El partido había llegado a la asamblea con un consenso previo hecho principalmente por la CTM a través de Lombardo Toledano y Fidel Velázquez, quienes cabildearon con los comités nacionales la candidatura de Ávila.
Pese a ser inicialmente rechazado —incluso el anuncio recibió una rechifla de la asamblea día 1 de noviembre—, al final del evento, el 3 de noviembre, fue anunciada oficialmente la candidatura de Manuel Ávila Camacho como candidato del PRM. 
Juan Andreu recibió el apoyo de distintas organizaciones entre las que se contaron el Partido Nacional de Salvación Pública (PNSP), la Unión Nacional de Veteranos de la Revolución (UNVR) e incluso el recién fundado Partido Acción Nacional, quien no presentó candidato oficial para las elecciones. La candidatura de Andreu fue hecha formalmente por el Partido Revolucionario de Unificación Nacional (PRUN).

## Proceso electoral

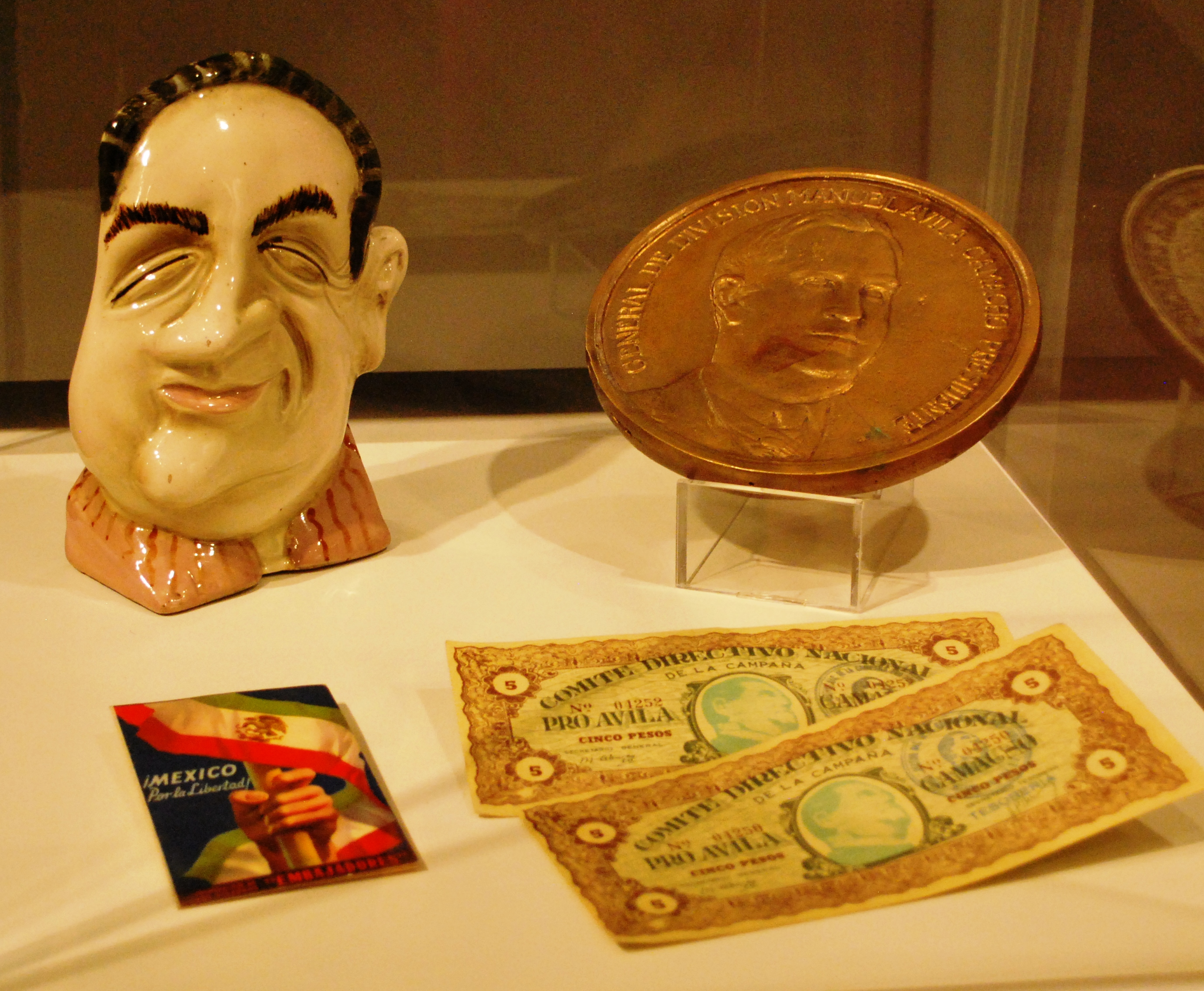
Objetos de la campaña de Ávila Camacho.

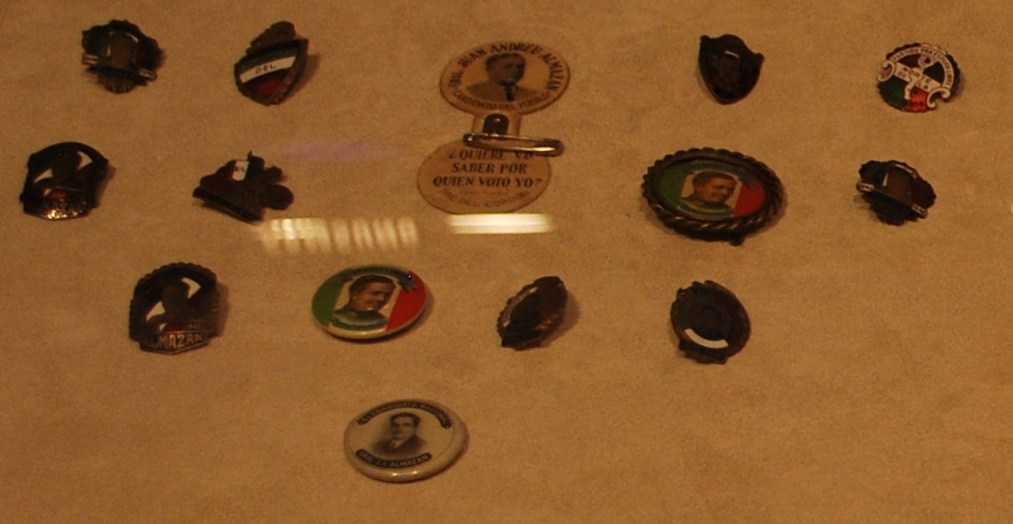
Botones de la campaña de Almazán.

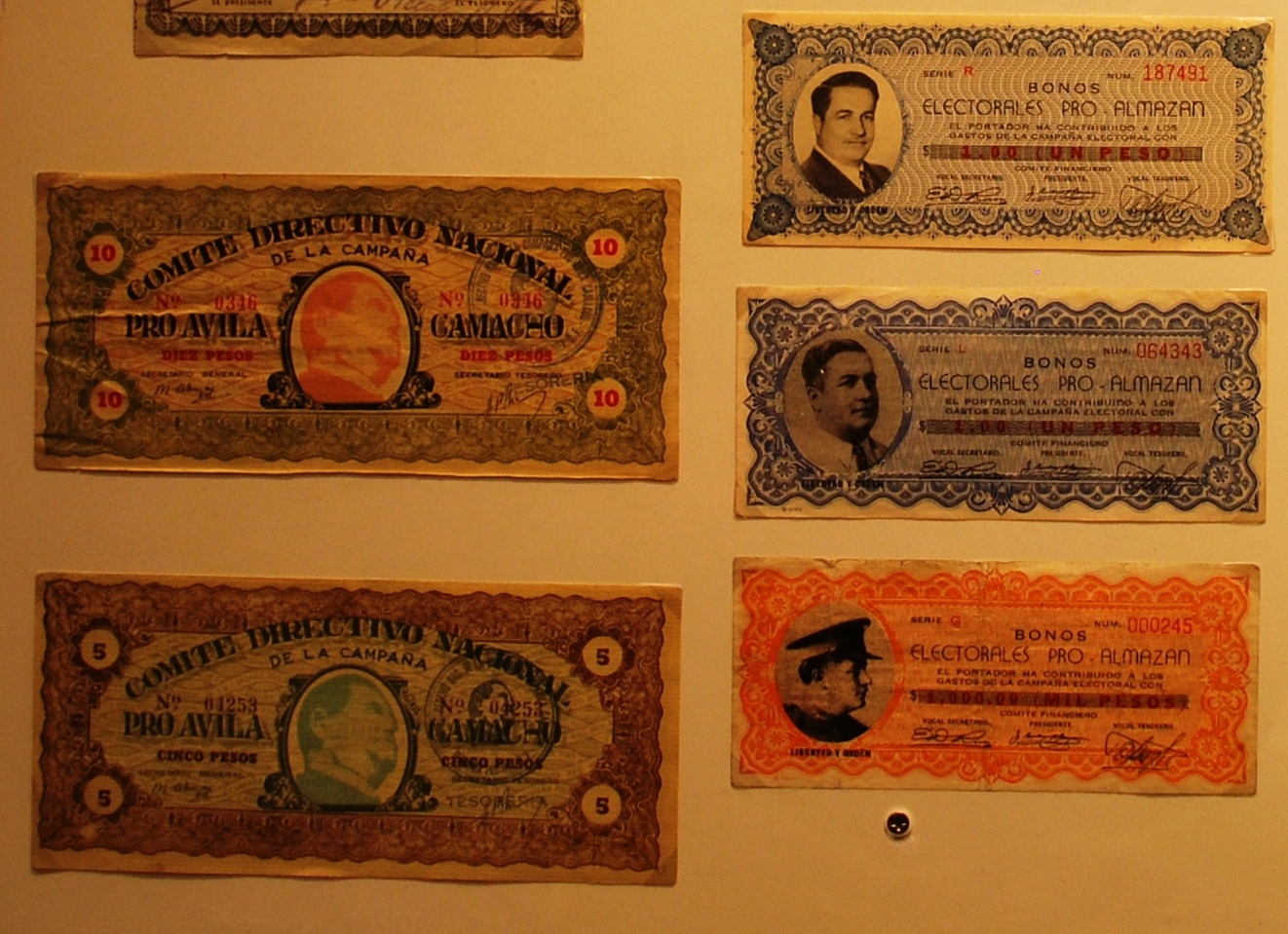
Bonos de contribución para las campañas de Ávila Camacho y Almazán.

El PRM enfrentaba la más difícil de sus elecciones debido a la popularidad de Andreu Almazán. La campaña electoral de Ávila Camacho ocupaba espacios de publicidad en periódicos con un tono que aseguraba la victoria rotunda. Ambos candidatos llamaban a la unidad de sus respectivas organizaciones que les apoyaban Desde el inicio de la campaña fueron múltiples los anuncios y reportajes en medios de comunicación promovidos por los partidos almazanistas de que un fraude a gran escala se preparaba para la jornada del 7 de julio de 1940. El PRM arreció la campaña de desprestigio a Andreu, calificándolo como traidor a la patria y señalándolo como el "candidato millonario" y Almazán acusaba a Ávila de ser el candidato de la infiltración comunista en México.
La primera acusación de Almazán en contra de esta estrategia se centró en la tardanza que la comisión electoral que encabezaba las elecciones había hecho en la entrega de las credenciales para votar. El PRM negó los hechos, en tanto ambos grupos preparaban la estrategia para tomar las casillas a nivel nacional, ya que según las leyes de la época el partido que llegaba primero a la casilla era quien realizaba el escrutinio. Los esfuerzos del PRM para mantener la unidad de sus grupos afines era insuficiente, llegando al límite de dar por expulsado a cualquiera de sus miembros que mostrara simpatía por Almazán. En la última etapa el tono de los ataques entre ambos candidatos subió de tono. Almazán aprovechó para incrementar sus declaraciones pro católicas y enfatizar que el partido en el poder había perseguido a la iglesia. Ocurrieron nuevos apoyos a favor de Almazán, como la de servidores públicos de las secretarías de Hacienda, Educación Pública y Telégrafos que formaron el Frente Revolucionario de los Trabajadores y el de la Confederación Regional Obrera Mexicana (CROM) que agrupó a trabajadores ferrocarrileros, mineros, tranviarios y electricistas. Estos hechos dejaron patente que por vez primera el PRM enfrentaba a un contendiente real con amplio respaldo popular que ponía en peligro sus aspiraciones. Días antes de la elección, el presidente Lázaro Cárdenas hizo un llamado a la nación que apelaba a la civilidad, y pedía que demostrara que la unidad nacional era real y no sólo una política.
El 7 de julio de 1940 ocurrió la jornada electoral más violenta que México había tenido en su época moderna. Sólo en la Ciudad de México hubo entre 21 y 23 asesinatos y cerca de 200 heridos. En estados de la república se reportaron ataques a los grupos almazanistas en diversas casillas. Hubo robo de urnas, obstrucción al voto, favoritismo de autoridades hacia el PRM, presiones ilegales a votar, acarreo de votantes y enfrentamientos entre simpatizantes. El primer brote de violencia ocurrió cerca del Palacio Postal, en donde se realizaba una manifestación almazanista con 10 mil personas que fue disuelta a disparos que provenían de las oficinas de la organización Unión Democrática, ocurriendo los primeros homicidios. El hecho provocó la ira del contingente que resolvió marchar a Palacio Nacional y protestar contra Ávila Camacho, suscitándose enfrentamientos contra grupos paramilitares que les dispararon y luego una columna de soldados les cerró el paso. Almazán acusó que en los enfrentamientos hubo más de 100 muertos.

A las 4:30 reiniciaron las balaceras. Bombas, gas lacrimógeno, intervinieron las ametralladoras. Tropas federales, la caballería, la policía, todos participaron en la matanza. El primer resultado, decididamente incompleto: 48 muertos, 400 heridos”.
“Mexico: an age of trickery”, Time Magazine, 15 de julio de 1940

El PRM declaró oficial su triunfo esa misma noche y reivindicó millones de votos a su favor.

## Resultados electorales

### Presidente
|  | 93.90 % |

|  | 5.73 % |

|  | 0.37 % |

### Cámara de Senadores
| Partido político | Partido político | Partido político                  | Senadores |
| ---------------- | ---------------- | --------------------------------- | --------- |
|                  |                  | Partido de la Revolución Mexicana | 58/58     |
| Total de escaños | Total de escaños | Total de escaños                  | 58/58     |

### Cámara de Diputados
| Partido político | Partido político | Partido político                  | Diputados |
| ---------------- | ---------------- | --------------------------------- | --------- |
|                  |                  | Partido de la Revolución Mexicana | 172/173   |
| Total de escaños | Total de escaños | Total de escaños                  | 173/173   |

## Polémica por fraude electoral
La campaña fue muy violenta y polarizante, incluyendo el propio día de la elección que acabó en un baño de sangre, grupos paramilitares del gobierno de Lázaro Cárdenas abrieron fuego contra los votantes simpatizantes a Juan Andrew Almazán y las graves denuncias de irregularidades, levantaron la afirmación generalizada de fraude electoral. Un corresponsal de The New York Times lo narró así:

Nadie medianamente imparcial que estuviera hoy en la ciudad de México podría dudar de que en esta ciudad el sentimiento popular estaba mayoritariamente a favor del general Almazán. Este corresponsal visitó cerca de 20 casillas en diferentes partes de la ciudad. Sólo dos de ellas estaban integradas por simpatizantes del general Ávila Camacho
Arnaldo Cortesi, “47 slain as Mexico votes; troops called in capital; both sides claim victory”, The New York Times, 8 de julio de 1940.

Almazán anunció la toma de las armas en contra del fraude electoral. Se embarcó a La Habana el 17 de julio de 1940, buscando apoyo de los Estados Unidos en contra de Ávila Camacho y la acusación que hacía de fraude electoral. Estados Unidos no apoyó a Almazán debido a que había pactado previamente con el gobierno cardenista.
Ante la imposibilidad de cambiar los resultados, Almazán anunció su "renuncia" a la presidencia, asistiendo inclusive a la toma de posesión de Ávila Camacho el 1 de diciembre.